# Sonata per a piano núm. 20 en la major, D 959 (Schubert)
La Sonata per a piano núm. 20 en la major, D 959 és la penúltima sonata de Franz Schubert. Composta el setembre de 1828 per a pianoforte, mostra una llibertat de creació avantguardista, i és cèlebre per la romàntica melodia del seu segon moviment, un Andantino.

## Context
Amb el quintet en do major i les sonates per a piano núm. 19 i núm. 21, acabades el 26 de setembre de 1828, representen les últimes obres acabades pel compositor. Franz Schubert va concebre aquesta peça com un tot, amb la presència de temes cíclics al llarg de l'obra. Dedicada a l'intèrpret més famós de les obres de Ludwig van Beethoven, el pianista Johann Nepomuk Hummel, són un homenatge al mestre defallit un any i mig abans.
Afeblit per la sífilis i l'alcohol des de feia sis anys, el compositor, ja més cèlebre, s'havia refugiat durant el setembre de 1828 a casa del seu germà Ferdinand. Aquest ocupa, amb la seva dona Anna (qui morirà alguns mesos més tard), un pis del barri de Wieden, a Viena. Franz Schubert va poder fer sentir les seves últimes composicions a un públic qui les va rebre molt favorablement. El 19 de novembre, amb trenta-un anys, va morir probablement a conseqüència del tifus, després de dues setmanes amb febre.
El seu editor, Heinrich Albert Probst, no va arribar a rebre el manuscrit de les «Tres Grans Sonates». A títol pòstum, deu anys més tard, les edità Anton Diabelli.

## Composició
La peça comporta quatre moviments i la seva execució demana uns trenta minuts, dels quals la meitat són per al primer moviment:
- Allegro
  - Exposició
  - Desenvolupament
  - Reexposició
  - Coda
- Andantino
  - fa# menor
  - do# menor
  - fa# menor

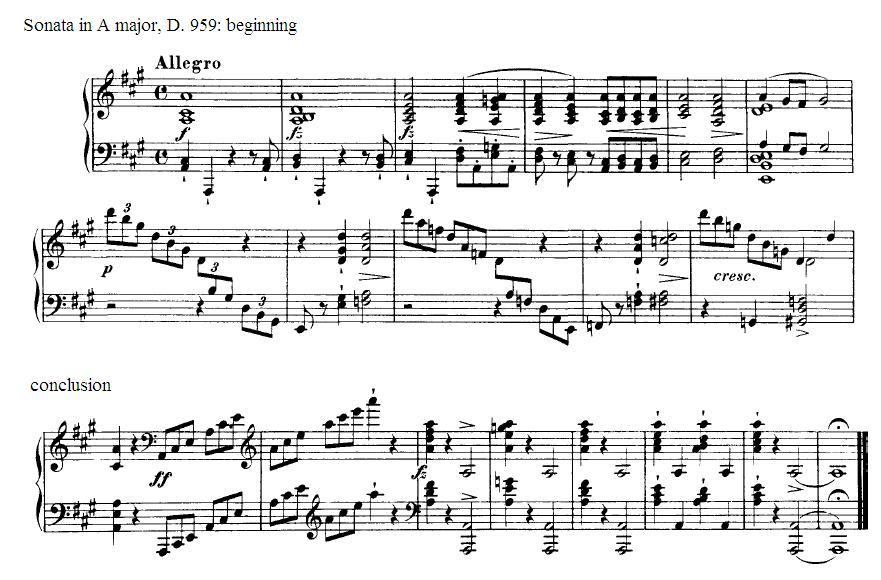
Primers i darrers compassos.

- Scherzo : allegro perenne – Trio: un poco più lento
  - A : la major
  - B : do major - do# menor
  - C : la major
  - Trio : re major
- Rondo : allegretto presto
  - A–B–A
  - Desenvolupament
  - A–B–A
  - Coda

## Interpretacions
Alguns dels intèrprets que l'han enregistrat són:
- Wilhelm Kempff
- Artur Schnabel
- Christoph Eschenbach
- Alfred Brendel
- Rudolf Serkin
- Annie Fischer
- Shura Cherkassky
- Vladimir Ashkenazy
- Andras Schiff
- Murray Perahia
- Claudio Arrau
- Maurizio Pollini
- Valeri Afanassiev
- Mitsuko Uchida
- Paul Badura-Skoda
- Grigori Sokolov
- Krystian Zimerman

## Bandes sonores
L'Andantino ha servit com a part de la banda sonora de diverses pel·lícules: la de Robert Bresson, Au hasard Balthazar (1966), la de Samuel Benchetrit, J'ai toujours rêvé d'être un gangster (2008), la de Nuri Bilge Ceylan, Kış Uykusu. També en la posada en escena de Savannah Bay, de Marguerite Duras al Teatre nacional de Chaillot (1995).